# هرمان ریتمان
هرمان ریتمان (انگلیسی: Herman Reitman; ۲ فوریهٔ ۱۸۷۰ – ۱ ژانویهٔ ۱۹۴۱) کارآفرین اهل کانادا بود، که در سال ۱۹۲۶ شرکت ریتمانس را تأسیس کرد.